# Gonoplectus hyatti
Gonoplectus hyatti är en mångfotingart som beskrevs av Demange 1961. Gonoplectus hyatti ingår i släktet Gonoplectus och familjen Harpagophoridae. Inga underarter finns listade i Catalogue of Life.